# Ворона и лисица, кукушка и петух
«Ворона и лисица, кукушка и петух» — советский рисованный мультипликационный фильм, созданный на киностудии «Союзмультфильм» в 1953 году. Экранизацию двух басен «Ворона и Лисица» и «Кукушка и Петух» И. А. Крылова создал режиссёр Иван Аксенчук.  
Этот фильм стал его первой самостоятельной работой.

## Сюжет
Однажды ворона где-то разжилась кусочком сыра. Взобралась она на ель и только вздумала позавтракать, но что-то призадумалась. Недалеко проходила плутовка-лиса, учуяла она запах вкусного лакомства и подобралась поближе. Умом лисица не была обделена, вот и придумала коварный план. Как начала она нахваливать птицу, обо всех достоинствах вспомнила. А главный козырь напоследок оставила — попросила ворону сладеньким голоском спеть. Не устояла перед лестными похвалами бывшая обладательница вкусного завтрака и каркнула во всё горло. Естественно, сыр выпал прямо к лапам кумушки-лисы, а она и была такова. Схватила желанное и убежала, оставив ворону с носом, вернее, с пустым клювом.
Сколько раз все убеждались, что лесть не может принести пользы, она вредна, но всё равно, как заворожённые, слушали и пускали её в своё сердце, разочаровываясь в последствиях.
Повествование продолжат ещё два самовлюблённых персонажа. На хозяйском дворе встретились петух и кукушка. Услышав пение друг друга, они принялись его нахваливать по очереди. Лестные речи так и лились из уст новых знакомых, только вся живность вокруг тихонько посмеивалась над ними. Каждый говорил то, что хотел услышать другой, но при этом никто не воспринимал критику в свой адрес от незаинтересованных зрителей.

## Создатели мультфильма
| Сценарий                  | Юрия Михайлова, Андрея Шемшурина                                                |
| Режиссёр                  | Иван Аксенчук                                                                   |
| Художники-постановщики    | Лев Позднеев, Витольд Бордзиловский                                             |
| Композитор                | Борис Чайковский                                                                |
| Оператор                  | Н. Соколова                                                                     |
| Звукооператор             | Николай Прилуцкий                                                               |
| Ассистент художника       | А. Семенцов-Огиевский                                                           |
| Технический ассистент     | Вера Шилина                                                                     |
| Ассистент оператора       | Борис Котов                                                                     |
| Ассистент по монтажу      | Александра Фирсова                                                              |
| Художники-мультипликаторы | Михаил Ботов, Вадим Долгих, Татьяна Фёдорова, Фёдор Хитрук, Вячеслав Котёночкин |
| Художники-декораторы      | Вера Валерианова, Галина Невзорова, Вера Роджеро                                |

- Создатели приведены по титрам мультфильма.

## Роли озвучивали
- Алексей Грибов — от автора
- Георгий Вицин — Петух / воробей
- Мария Бабанова — Лиса / кукушка

## Интересный факт
- Вступление и начальные титры идут на фоне книги-сборника басен Ивана Андреевича Крылова, где вставлена фотография с памятником самому писателю.

## Переиздания
Мультфильм неоднократно переиздавался на DVD в сборниках мультфильмов:
- «Лиса Патрикеевна», распространитель «Союз».
- «В мире басен», распространитель «Крупный план».[3]